# Grafmonument van Carolus Cornelis Pessers
Het grafmonument van Carolus Cornelis Pessers op de rooms-katholieke begraafplaats Binnenstad in de Nederlandse stad Tilburg is een rijksmonument.

## Achtergrond
Karel Frans Bernard Pessers (Tilburg, 25 mei 1920 – aldaar, 26 oktober 1921), een zoon van leerfabrikant Cornelis Bernardus Nicolaas Maria Pessers en Johanna Maria Theresia Francisca Fransen, was 17 maanden toen hij overleed.
Het grafmonument werd gemaakt bij de Tilburgse Firma L. Petit. De firma verzorgde een aantal andere grafmonumenten op de begraafplaats, waaronder het grafmonument van Karels grootouders.

## Beschrijving
Op een eenvoudige rechthoekige, hardstenen sokkel staat een gestileerde engel, in art-deco-stijl, die met zijn gevouwen handen rust op een kruis. Op de sokkel de tekst 

aan onze
lieveling
Carolus Cornelis
Pessers
geb. te Tilburg 25 mei 1920
aldaar overleden 26 oct. 1921

## Waardering
Het grafmonument werd in 2002 in het Monumentenregister opgenomen. "Het heeft cultuurhistorische waarde als bijzondere uitdrukking van een sociale en geestelijke ontwikkeling, in het bijzonder de katholieke grafcultuur. Het is tevens van belang vanwege de typologie, de uitvoering en de uniciteit van het geheel. Bovendien is het van belang als onderdeel van een groter geheel dat cultuurhistorisch, architectuurhistorisch en stedenbouwkundig van belang is als eerste katholieke begraafplaats van Tilburg."